# 米粮川

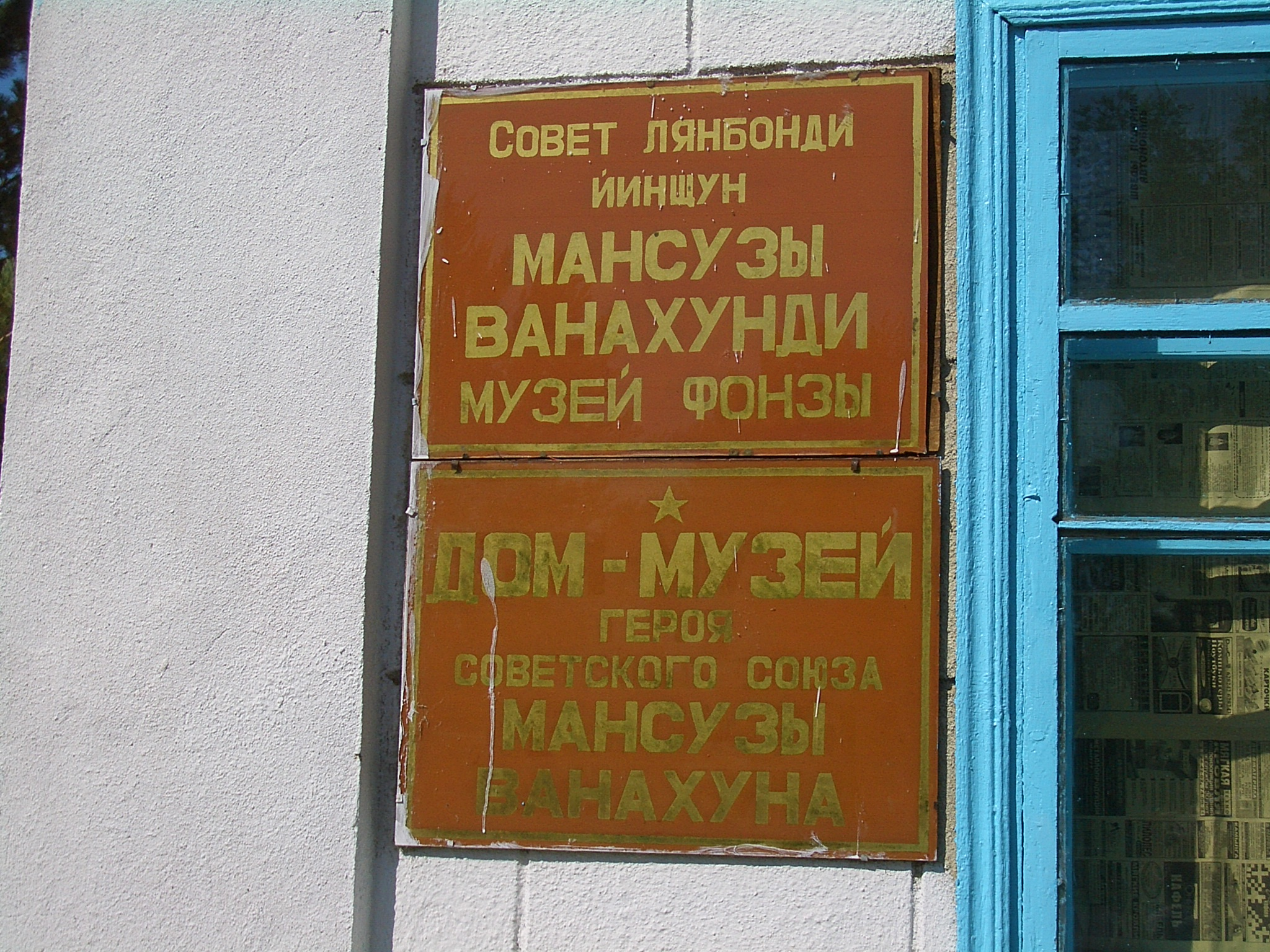
位于吉尔吉斯米粮川乡的博物馆，東干語招牌写着“Совет Лянбонди Йинщун Мансузы Ванахунди музей фонзы”，即“Soviet 联邦的 英雄 曼素子·王阿訇的 Muzei 房子”，可见“苏维埃”（Soviet）和“博物馆”（Muzei）直接采用俄语借词，其余单词则是汉语词汇。

米粮川，曾有“米粮坊”、“米粮帆”和“米粮樊”等错误译名，是吉尔吉斯斯坦楚河州伊塞克阿塔区下辖的一个村。2009年的人口为4160人。 它位于吉尔吉斯斯坦与哈萨克斯坦界河楚河的南岸附近。该村是陕甘回民（东干人）的五大聚居地之一。
该村是苏联英雄曼素子·王阿訇的出生地。他的屋子被改成了博物馆，在2005年，他的半身塑像在村里落成。

## 外部連結
Template:Ysyk-Ata places